# 2012 Guo Shou-Jing
2012 Guo Shou-Jing eller 1964 TE2 är en asteroid i huvudbältet som upptäcktes den 9 oktober 1964 av Zijinshan-observatoriet i Nanjing, Kina. Den är uppkallad efter den kinesiske astronomen Guo Shoujing.
Asteroiden har en diameter på ungefär 12 kilometer.